# 12 Brygada Artylerii Ciężkiej

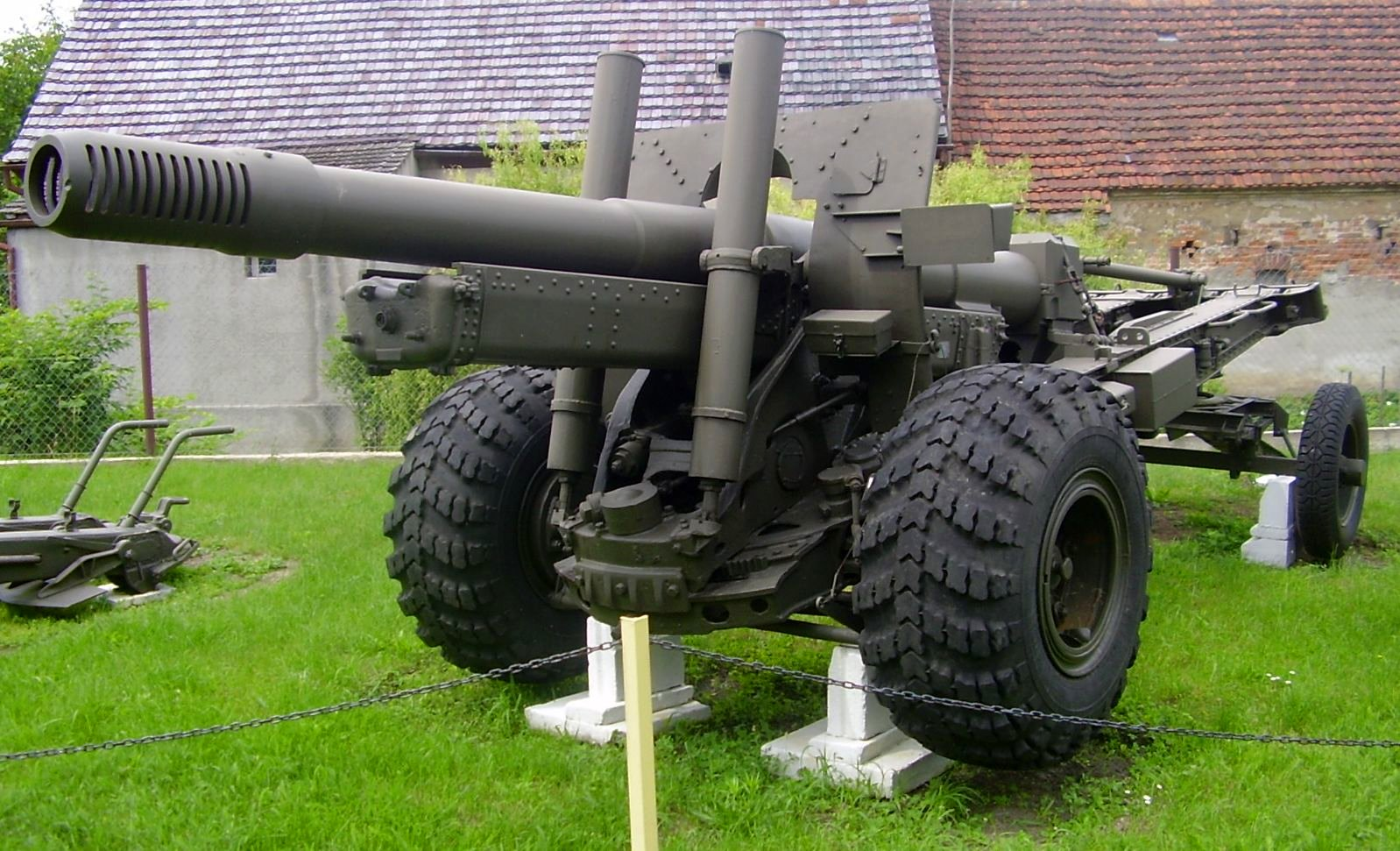
152 mm haubicoarmata wz. 1937 (MŁ-20)

12 Łużycka Brygada Artylerii Ciężkiej (12 BAC) – związek taktyczny artylerii Wojska Polskiego.

## Formowanie i zmiany organizacyjne
We wrześniu 1945 roku 2 Łużycka Dywizja Artylerii przeformowana została na 12 Brygadę Artylerii. Jej brygady przekształcono w 68. i 70. pułki artylerii, oraz 67 pułk artylerii ciężkiej. Samodzielny 6 dywizjon artyleryjskiego rozpoznania pomiarowego wszedł w skład 67 pac. Oprócz tego, z 7 Brygady Artylerii Haubic wydzielono dwa dywizjony artylerii, które wykorzystano do sformowania dwóch pułków artylerii lekkiej dla 15. i 18 DP. Nowo powstała brygada pierwotnie stacjonowała w Ostrowie Wielkopolskim.
W 1950 stacjonowała w Gnieźnie. Podlegała dowódcy OW III w Poznaniu, a po rozwiązaniu okręgu – dowódcy OW IV. Do dnia 1 października 1950 Dowództwo 12 BAC wraz z 68 i 70 pah przekazane zostały w podporządkowanie dowódcy OW I, natomiast 67 pac do dnia 30 lipca przekazany został w podporządkowanie dowódcy OW II.
Przy 12 BAC funkcjonowała szkolna bateria artylerii oficerów rezerwy nr 2.
Wiosną 1951, w wyniku wprowadzenia planu przyśpieszonego rozwoju WP na lata 1951- 1953, na bazie 12 BAC rozpoczęto formowanie jednostki 8 Dywizji Artylerii Przełamania. 68 pah stał się zalążkiem dla 26 Brygady Artylerii Haubic, a 70 pah dla 29 Brygady Artylerii Haubic.

## Struktura organizacyjna
- Dowództwo 12 Brygady Artylerii Ciężkiej w Gnieźnie przy ul. św. Jana
- 67 pułk artylerii ciężkiej w Gnieźnie (od 10 X 1950 we Wrześni przy ul. Kościuszki)
- 68 pułk artylerii haubic w Gnieźnie przy ul. Chrobrego[4]
- 70 pułk artylerii haubic w Gnieźnie przy ul. Wrzesińskiej